# تلوث ضوئي بيئي

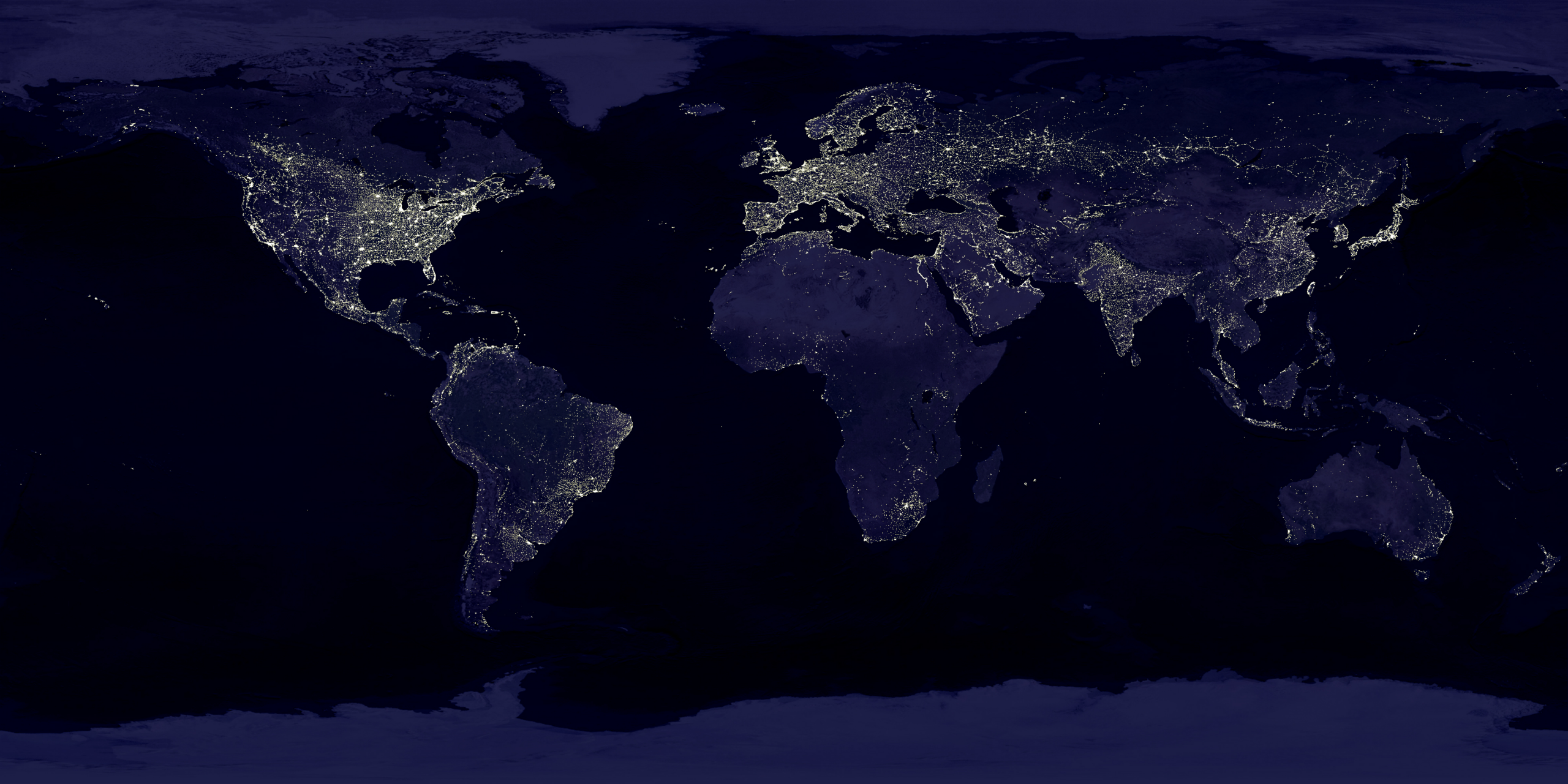

التلوث الضوئي البيئي هو التأثير الذي يُحدثه الضوء الصناعي على كائن حي ما أو على النظم البيئي ككل.
يختلف التأثير الذي يحدثه الضوء الصناعي على الكائنات الحية بين كائن وآخر، إذ يتراوح ما بين قدرة الأنواع الحية المفترسة على رؤية فريستها، وبين موتها المباشر كما يحدث للعث لدى انجذابه للشعلة أو النار فيموت بسبب الحرارة. يمكن للضوء الصناعي في الليل أن يكون مفيدًا وضارًا في نفس الوقت للكائن الحي. على سبيل المثال، يستفيد البشر من الضوء الصناعي لزيادة ساعات العمل واللعب، ولكن يسبب هذا الضوء خللًا في الساعة البيولوجية للجسم مؤديًا للضغط النفسي الضار بالصحة.
تتأثر بيئة الكائنات الحية تبعًا للتأثيرات المختلفة للضوء الصناعي على الأنواع الفردية. في حالة استيطان نوعين من الأحياء نفس المسكن الطبيعي، من الممكن أن يختلف عدد الأفراد الحية مع استقدام الضوء الصناعي في حالة عدم تأثر كلا النوعين بالضوء على قدم المساواة في الليل. على سبيل المثال، تتجنب بعض أنواع العناكب الأماكن المضيئة، بينما تبني أنواع أخرى منها شبكتها على عمود الإنارة. تجذب أعمدة الإنارة العديد من الحشرات الطائرة، وبالتالي تمنح ميزة للعناكب المحبة للضوء أكثر من غيرها، وبالتالي تزيد أعدادها. قد تنتج عن هذه التغيرات في أعداد الكائنات الحية نتائج غير مقصودة بسبب تأثر تفاعل الأنواع الحية مع بعضها البعض، وبالتالي حدوث تغيرات في الشبكة الغذائية. يمكن لهذه التغيرات الليلية الصغيرة في النهاية أن تؤثر على النباتات والحيوانات النهارية. على سبيل المثال، يمكن للتغيرات في نشاط الحشرات الليلية التأثير على معدلات بقاء النباتات التي تزهر ليلًا، والتي بنفسها توفر الغذاء والمأوى للحيوانات النهارية.
يُعد استقدام الضوء الصناعي في الليل واحدًا من أقسى التغييرات التي أحدثها الإنسان على البيئة مقارنةً بالنفايات السامة واستخدام الأراضي الطبيعية والتغير المناخي نظرًا للزيادة الملحوظة في تركيز الغازات الدفيئة.

## دورات الضوء الطبيعي
يشوش الضوء الصناعي على مجموعة من دورات الضوء الطبيعي النابعة من حركة الأرض والقمر والشمس وبعض العوامل الجوية الأخرى.

### الدورة النهارية (الشمسية)
التغيير الأكبر الحاصل نتيجة إدخال الضوء الصناعي هو انتهاء الظلام عمومًا. تعتبر دورة الليل والنهار أكثر سلوك بيئي مؤثر، إذ يمكن تصنيف جميع الحيوانات بكونها إما نهارية أو ليلية. إذا كان حيوان ما ليليًا لا ينشط سوى في الظلام الدامس، فإنه لن يستطيع الاستمرار بالعيش في بيئة مضيئة طوال الوقت. تصل حدة الآثار إلى ذروتها بالقرب من أضوية الشوارع والمباني المضاءة، ولكن يمكن للوهج الضوئي أن يمتد لمئات الكيلومترات بعيدًا عن مركز المدينة.

### الدورة الفصلية
تحدث الفصول الأربعة بعيدًا عن خط الاستواء نتيجة ميلان محور الأرض. التغير في طول الليل والنهار هو الإشارة الرئيسية للسلوك الموسمي (مثل موسم التزاوج) عند الحيوانات غير الاستوائية. يمكن أن ينتج وجود الضوء في ساعات الليل خللًا في وقت الفصول، ما يغير في التنظيم الحراري للكائنات الحية المتأثرة. من الممكن لهذا التأثير أن يكون قاتًلا للعديد من الأحياء الصغيرة في فصل الشتاء، إذ تعتقد أجسامها أن الصيف قد حل ولكنها لا تستطيع الحفاظ على درجة حرارة دافئة تناسب برد ليالي الشتاء.

### الدورات القمرية
تحكم الدورة القمرية تصرفات عدد من الحيوانات مثل القيوط والخفاش وضفدع الطين والحشرات. تتجاوز مستويات الوهج القادم من المدن القريبة تلك التي يبعثه القمر، لذلك يمكن لوجود الضوء في الليل إحداث تغيير في سلوك تلك الكائنات، وقد يقلل من لياقتها البدنية.

### تغطية الغيوم
في المناطق البرية، تحجب الغيوم ضوء النجوم وتجعل الليل في تلك الأماكن حالك السواد. بينما يحدث العكس في المناطق الحضرية والضواحي، إذ تزيد السحب من تأثير الوهج الضوئي، خصوصًا الأمواج الضوئية الطويلة، ما يعني ارتفاع المستوى الطبيعي للضوء بالقرب من المدن، وبالتالي عدم مرور المنطقة بليالٍ مظلمة.

## تأثير التلوث الضوئي على الكائنات الحية

### الحشرات
يُعد انجذاب الحشرات للضوء الصناعي أحد أكثر الأمثلة شيوعًا بالنسبة لتأثير الضوء الصناعي على الكائنات الحية في الليل. عندما تقترب الحشرات من المصباح، فيمكن أن تُقتل إما بسبب الإجهاد أو لملامستها المصباح نفسه، إضافة لكونها عرضة للهجوم من قبل كائنات أخرى مفترسة مثل الخفاش.
تتأثر الحشرات بشكل مختلف تبعًا لطول موجة الضوء، ولدى العديد منها القدرة على رؤية الأشعة فوق البنفسجية والأشعة تحت الحمراء غير المرئية بالنسبة للبشر. بسبب اختلاف القدرة على إدراك الألوان، تنجذب فراشات لمصادر الطيف الواسع الأبيض المائل للزرقة أكثر من انجذابها للضوء الأصفر الصادر عن مصابيح بخار الصوديوم.
ينتج عن العين المركبة عند العث انجذاب قاتل تجاه الضوء.
تدرك اليعاسيب الضوء المستقطب أفقيًا بكونه علامة على وجود الماء. نتيجة لذلك، لا تقدر هذه الحشرات على التمييز بين مصادر المياه وأسفلت الطرقات نتيجة التلوث الضوئي المستقطب. تحط اليعاسيب التي تبحث عن المياه إما للشرب أو لتضع بيوضها إما على الطرقات أو على سطوح سوداء ملساء عاكسة أخرى كالسيارات، وتبقى هناك حتى موتها نتيجة الجفاف أو ارتفاع درجة الحرارة الداخلية.
يمكن للتلوث الضوئي أن يعيق تزاوج اليراعات بسبب اعتمادها على الضوء الذي تنتجه ذاتيًا كنوع من التودد والمغازلة لجذب الجنس الآخر، ما يؤدي إلى نقص أعدادها.
تُعتبر اليراعات نوعية نادرة بين الحشرات، ويمكن تمييزها بسهولة من قبل غير المختصين، ما يجعلها كائنات تجذب انتباه الرأي العام لقضية تأثير التلوث الضوئي على الكائنات الحية الليلية.

### الطيور
يمكن للأضواء من المنبعثة من المنشآت العالية تضليل الطيور المهاجرة. ترجح التقديرات الصادرة عن المؤسسة الأمريكية للأسماك والحياة البرية أن عدد الطيور التي تُقتل نتيجة انجذابها للأبنية العالية يتراوح ما بين 4 إلى 5 ملايين طائر كل عام. يعمل برنامج التوعية بخصوص الضوء القاتل مع مالكي الأبنية في تورونتو، كندا وبعض المدن الأخرى من أجل التقليل من معدل موت الطيور عبر إطفاء الأنوار خلال مواسم الهجرة.
لُوحظ نفس التضليل الحاصل للطيور بالقرب من المنشآت البحرية والتنقيبية. أدت الدراسات التي قامت بها شركتا النفط «نام» و«شيل» إلى تطوير اختبارات تقنيات إضاءة جديدة في البحر الشمالي. خلال بداية عام 2007، رُكبت الأضواء في منصة شيل للإنتاج المعروفة بـ«إل15». حققت التجربة نجاحًا باهرًا إذ انخفض عدد الطيور التي تطوف حول المنصة بنسبة 50 إلى 90 بالمئة. تتأثر الطيور البحرية الصغيرة بالأضواء كونها تترك العش متجهة نحو البحر.
تشكل مسجلات ارتفاع السحاب فخاخًا قاتلة للطيور، إذ إنها تتعرض لخطر الإرهاق والاصطدام بالطيور الأخرى نتيجة مرورها بشعاع الليزر الخارج من المسجل. سجلت أسوأ موجة قتل للطيور ناتجة عن مسجلات ارتفاع السحاب في 7-8 أكتوبر عام 1954 موت 50 ألف طائر من 53 نوع مختلف في قاعدة وارنر روبينز للقوات الجوية.

### السلاحف
تعيق الأضواء القامة من الشاطئ إناث السلاحف البحرية من وضع بيضها، إضافة لانجذاب صغار السلاحف الخارجة من البيض لأضواء الشوارع والفنادق أكثر من المحيط.